# Beaumotte-lès-Pin
Beaumotte-lès-Pin è un comune francese di 271 abitanti situato nel dipartimento dell'Alta Saona nella regione della Borgogna-Franca Contea.

## Società

### Evoluzione demografica
Abitanti censiti